# مقاطعة ميد (كنتاكي)
مقاطعة ميد (بالإنجليزية: Meade County)‏ هي إحدى المقاطعات في ولاية كنتاكي في الولايات المتحدة الأمريكية.